# 苗雨丰
苗雨丰（1959年4月—），男，汉族，吉林长春人，中华人民共和国军事人物、政治人物，中国人民解放军少将，曾任中共吉林省委常委，中国人民解放军吉林省军区司令员丶參謀長。